# Vairano Patenora
Vairano Patenora är en ort och kommun i provinsen Caserta i regionen Kampanien i Italien. Kommunen hade 6 515 invånare (2017).